# Felix Schütz
Felix Schütz (ur. 3 listopada 1987 w Erding) – niemiecki hokeista, reprezentant Niemiec, olimpijczyk.
Jego brat Alex (ur. 1983) także został hokeistą.

## Kariera
- Jungadler Mannheim U18 (2003-2004)
- EV Landshut U18 (2004-2005)
- Landshut Cannibals (2004-2005)
- Saint John Sea Dogs (2005-2006)
- Val-d’Or Foreurs (2006-2007)
- ERC Ingolstadt (2007–2008)
- Portland Pirates (2008-2010)
- ERC Ingolstadt (2010-2011)
- Kölner Haie (2011–2013)
- Admirał Władywostok (2013-2014)
- EHC Red Bull Monachium (2014)
- Admirał Władywostok (2014)
- Awangard Omsk (2014-2015)
- Dinamo Ryga (2015)
- Torpedo Niżny Nowogród (2015)
- Rögle BK (2016-2017)
- Kölner Haie (2017-2019)
- IK Oskarshamn (2019)
- Straubing Tigers (2019-2020)
- EV Landshut (2020)
- Adler Mannheim (2020-2021)

Wychowanek klubu TSV Erding w rodzinnym mieście. W 2005 wyjechał do Kanady, gdzie grał w juniorskiej lidze QMJHL w ramach CHL. W międzyczasie w drafcie NHL z 2006 został wybrany przez Buffalo Sabres. W lidze NHL nie wystąpił, grał jedynie w amerykańskich rozgrywkach AHL. W 2010 na stałe wrócił do ojczyzny i grał w lidze DEL. Od 2013 zawodnik rosyjskiego klubu Admirał Władywostok w rozgrywkach KHL. Od września 2014 zawodnik EHC Red Bull Monachium, a od końca października 2014 ponownie zawodnik Admirała. W połowie grudnia 2014 został zawodnikiem Awangardu Omsk, w toku wymiany za Toma Wandella. Odszedł z klubu w marcu 2015. Od lipca 2015 zawodnik Dinama Ryga. Od października do grudnia 2015 zawodnik Torpedo Niżny Nowogród. Od stycznia 2016 do kwietnia 2017 zawodnik szwedzkiego klubu Rögle BK. Od lipca 2017 ponownie zawodnik Kölner Haie. W kwietniu 2019 zwolniony. Od października do listopada 2019 był związany krótkookresowym kontraktem ze szwedzkim klubem IK Oskarshamn. Na początku grudnia 2019 przeszedł do Straubing Tigers. W październiku 2020, po piętnastu latach, ponownie został zawodnikiem klubu z Landshut. W połowie grudnia 2020 przeszedł do Adler Mannheim. Po sezonie 2020/2021 odszedł z klubu. W sierpniu 2021 ogłosił przerwanie swojej kariery.
Uczestniczył w turniejach mistrzostw świata w 2006 (Dywizja I), 2010, 2011, 2012, 2013, 2014, 2016, 2017 oraz zimowych igrzysk olimpijskich 2018.

## Sukcesy
Reprezentacyjne
- Awans do Elity MŚ do lat 20: 2006
- Awans do Elity MŚ: 2006
- Srebrny medal zimowych igrzysk olimpijskich: 2018

Klubowe
- Srebrny medal mistrzostw Niemiec: 2013 z Kölner Haie

Indywidualne
- QMJHL (2005/2006):
  - Skład gwiazd pierwszoroczniaków
- Mistrzostwa świata juniorów do lat 20 Dywizji I w 2007:
  - Pierwsze miejsce w klasyfikacji strzelców turnieju: 5 goli
- Mistrzostwa Świata w Hokeju na Lodzie 2010/Elita:
  - Jeden z trzech najlepszych zawodników reprezentacji
- Hokej na lodzie na Zimowych Igrzyskach Olimpijskich 2018 – kwalifikacje mężczyzn#Grupa E:
  - Pierwsze miejsce w klasyfikacji kanadyjskiej turnieju: 5 punktów[22]